# Maxim Samorodow
Maxim Iwanowitsch Samorodow (russisch Максим Иванович Самородов; * 29. Juni 2002 in Aqtöbe) ist ein kasachischer Fußballspieler.

## Karriere

### Verein
Samorodow begann seine Karriere beim FK Aqtöbe. Im Oktober 2019 gab er gegen den FK Qairat Almaty sein Debüt für die Profis von Aqtöbe in der Premjer-Liga. Bis zum Ende der Saison 2019 kam er zu drei Einsätzen im kasachischen Oberhaus, aus dem er mit Aqtöbe aber abstieg. In der Saison 2020 kam er dann zu zwölf Einsätzen in der Perwaja Liga, in denen er zweimal traf. Mit seinem Klub schaffte der Angreifer den direkten Wiederaufstieg. In der Saison 2021 absolvierte er 20 Erstligapartien und erzielte dabei drei Tore. In der Saison 2022 kam er 22 Mal in der höchsten Spielklasse zum Einsatz. In der Saison 2023 erzielte er fünf Tore in 24 Einsätzen.
Nach weiteren fünf Toren in 13 Einsätzen zu Beginn der Saison 2024 wechselte Samorodow im August 2024 nach Russland zu Achmat Grosny.

### Nationalmannschaft
Samorodow debütierte im März 2021 in der WM-Qualifikation gegen Frankreich für die kasachische Nationalmannschaft. Zwischen November 2021 und September 2022 lief er anschließend auch dreimal im U-21-Team auf.